# Hertogdom Napels
Het hertogdom Napels (Ducatus Neapolitanus) was van de 9e tot de 12e eeuw een de facto onafhankelijk hertogdom in Zuid-Italië met de stad Napels als centrum. Het gebied behoorde eerst tot het Byzantijnse Rijk maar de hertogen konden zich daarvan losmaken. In 1137 kon Rogier II van Sicilië, van het Huis Hauteville, de stad en het hertogdom opnemen in zijn koninkrijk Sicilië.

## Hertogen van Napels tijdens de feitelijke onafhankelijkheid
Tot 763 waren de hertogen (dux) een Byzantijnse stadhouder. Vanaf dat jaar werd Napels onafhankelijk van Byzantium.
- Stephanos II 755–766
- Gregorios II 766–788/794
- Theophylaktos II 788/794–801
- Antimos 801–818
- Stephanos III 821–832
- Bonos 832–834
- Leon 834
- Andreas II 834–840/844
- Contard 840/844

## Hertogen van Napels uit de dynastie Sergius, 840–1137
1. Sergius I 840/846–864/5
2. Gregorios III 864/5–870
3. Sergius II 870–877
4. Athanasios 877–898
5. Gregorios IV 898–915
6. Johannes II 915–919
7. Marinus I 919–928
8. Johannes III 928–968/9
9. Marinus II 968/9–977
10. Sergius III 977–999
11. Johannes IV 999–1002
12. Sergius IV 1002–1036
13. Johannes V 1036–1050
14. Sergius V 1050–1082
15. Sergius VI 1082–1097
16. Johannes VI 1097–1120/23
17. Sergius VII 1120/23–1137

## Hertogen van Napels van het Huis Hauteville
1. Alfons van Hauteville, zoon van koning Rogier II van Sicilië: 1135-114